# Cathryn Damon
Cathryn Lee Damon, född 11 september 1930 i Seattle, död 4 maj 1987 i Los Angeles, var en amerikansk skådespelare, mest känd för sina roller i komediserier under 1970- och 1980-talet. Hon är mest känd som Mary Campbell i Lödder (1977–1981).